# Gotthard Kettler
Gotthard von Kettler (även Ketteler) född 1517 i Anröchte, Westfalen, Tyskromerska riket, död 17 maj 1587 i Mitau, Hertigdömet Kurland, (nuvarande Lettland), var Livländska ordens sista mästare och Kurlands och Semgallens förste hertig. 
Kettler härstammade från gammal adel från Westfalen and var det nionde barnet till den tyska riddaren Gotthard Kettler zu Melrich (1527–1556) och Sophie av Nesselrode. Gotthards äldre bror Wilhelm Kettler var furstbiskop i Münster från 1553 till 1557.
År 1554 blev Gotthard Kettler komtur för Dünaburg, och 1557 komtur för Fellin. År  1559, under det livländska kriget (1558–1582), efterträdde han Wilhelm von Fürstenberg som mästare i Tyska orden i Livland. När den livländska konfederationen hamnade under ökande tryck från Ivan IV, konverterade Kettler till lutherdomen och sekulariserade Semgallen och Kurland. På basis av Vilnaunionen (28 november 1561), omskapade han hertigdömet Kurland och Semgallen till vasallstat under storhertigdömet Litauen, som snart inlemmades i det polsk-litauiska samväldet. 
Den 11 mars 1566 gifte sig Kettler med Anna av Mecklenburg , dotter till hertigen av Mecklenburg-Güstrow, Albrekt VII och prinsessan Anna av Brandenburg.
Efter Kettlers död styrde hans ättlingar Kurland fram till 1737.